# Палки Иоффе
Па́лки Ио́ффе — система из четырех проводников с электрическим током, расположенных параллельно оси открытой магнитной ловушки, пробкотрона. При этом направления соседних токов чередуются. Палки Иоффе создают квадрупольную добавку к магнитному полю ловушки, тем самым увеличивая пробочное отношение и время жизни плазмы. Конфигурация дрейфовой оболочки в присутствии палок Иоффе образует сложную систему пересекающихся поверхностей и приобретает характерную форму, называемую «Рыбий хвост».
Автор изобретения — советский физик Михаил Соломонович Иоффе.